# Cua-caracoleiro
O cua-caracoleiro (Coua delalandei)  é uma espécie extinta de cuco não-parasitária que era endêmica de Madagáscar. Só foi conhecido pela ciência como um pássaro existente durante um tempo muito curto no início do século XIX. Há algum desacordo sobre a sua área exata de ocorrência na ilha.